# 日本人街

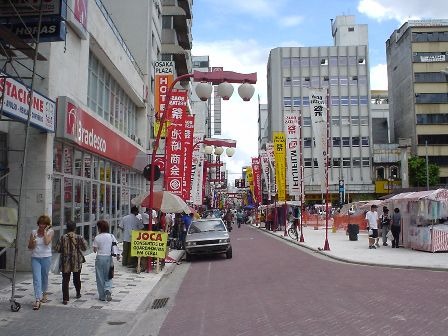
サンパウロのリベルダージ地区
（ブラジル）

日本人街（にほんじんがい・にほんじんまち）とは、日本国外において、在外日本人が多く暮らす地域のことである。歴史的には日本人町ともいう。英語では「Japantown」と一語で呼称するが、「Little Tokyo」などの固有名詞を地名として持つ地域もある。

## 概要
海外に日本人が集まって住む土地を便宜的に「日本町」「日本人町」と呼んだものが始まりで、第二次世界大戦以後今日も存在するものは「日本人街」と表記することが多い。一般に、日本と人的・経済的つながりの大きい国の都市などには日本人移民や、企業などが派遣した日本人駐在員が単身または家族を伴って移住したり長期滞在したりする。彼らを目当てにして日本料理店や日本の食材を扱うスーパーマーケット・日本語書籍を扱う書店等の商店や、日本人学校・現地日本人会といった施設が建てられると現地日本人・日系人の利便性が増し、さらに集積が進展する。規模は様々で、1本の通りに数軒の商店と数人の日本人世帯がある程度の小規模なものから、都市の特定の通りに日本人向け店舗や住宅が密集しているものまである。タワー型コンドミニアムを駐在員のために日本企業が借り上げているケースや、都市の1地区が丸ごと日本人街として地元社会から認知されているケースなどもある。

## 歴史

### 日本人町の発生から鎖国まで

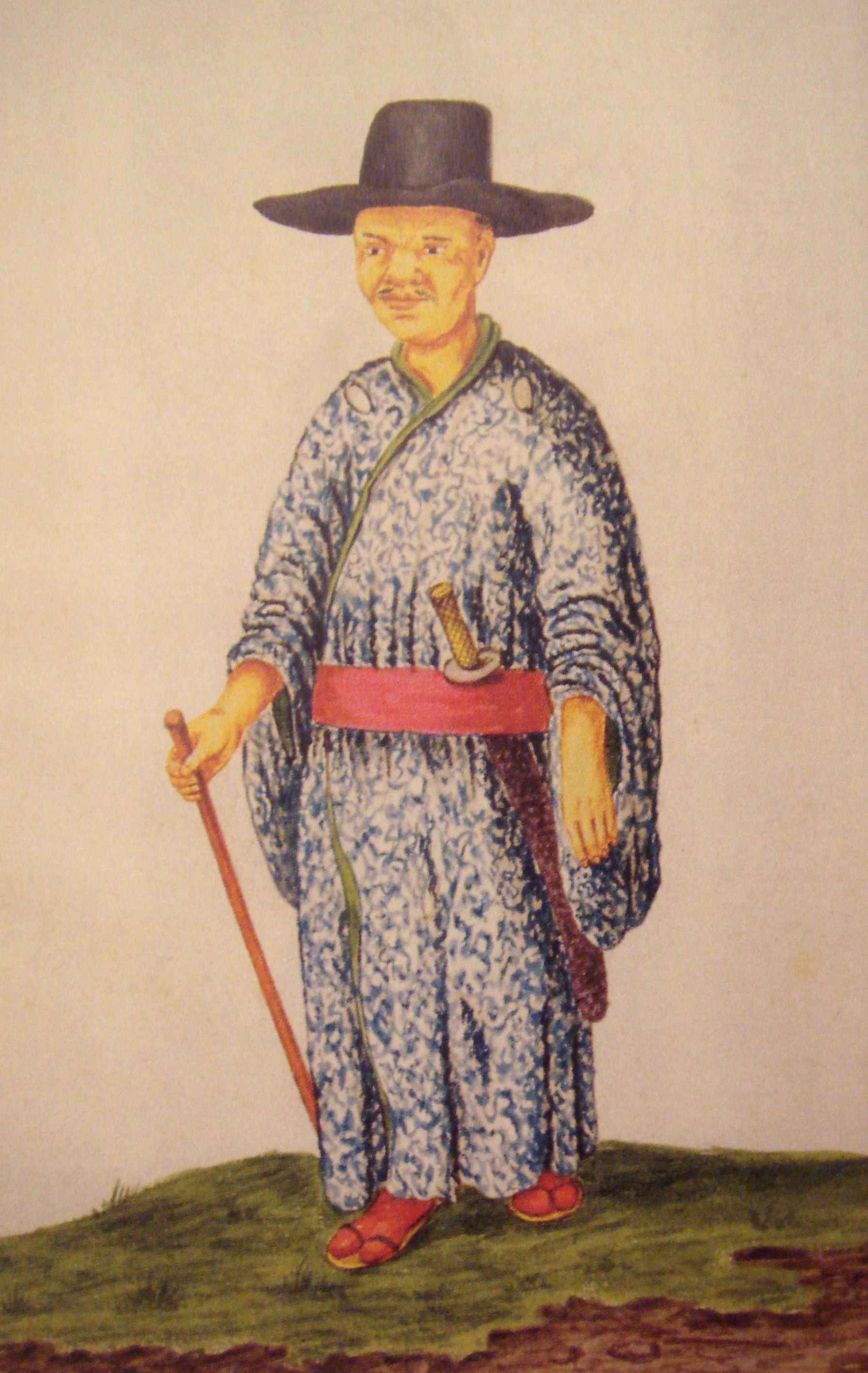
ジャカルタにいたとされる日本人のキリシタンを描いた油絵。アンドリース・ベークマン画。1656年。

4世紀あるいは5世紀の朝鮮半島の任那を別とすれば、南蛮貿易などで日本人の海外進出が本格化した16世紀以降、東南アジアの港町に日本人が集まって住むようになったのがその嚆矢である。その最大のものはタイのアユタヤ日本人町（16世紀〜18世紀頃）で、最盛期には1000〜1500人の日本人人口を数えた。
また、阮朝（現在のベトナム社会主義共和国）のホイアン、マレー半島のパタニ王国、カンボジアのプノンペン、フィリピンのマニラ（呂宋、ルソン島）にも、小規模ながら同様の日本人町が形成された。
1613年（慶長18年）に伊達政宗がスペイン国王およびローマ教皇のもとに派遣した慶長遣欧使節の中には、日本のキリスト教禁教政策を受けて帰国しなかった仙台藩士等もいるとされる。スペインのアンダルシア州セビリア県にあるコリア・デル・リオには「Xapón（ハポン、日本）」の姓をもつ人が現代でも約700人存在し、1996年には駐スペイン日本大使の呼びかけによってセビリアで子孫らのパーティーが催された。

### 鎖国と日本人町
東南アジアの日本人町は、江戸幕府による鎖国政策の完成（1632年）を受けて日本との往来が途絶えたため、在住日本人が現地住民と同化する形で徐々に消滅した。鎖国中にも貿易が許されたのは清と李氏朝鮮およびオランダに限られたが、そのうち朝鮮半島のプサンには中世の居留地である三浦倭館を受け継いだ「草梁倭館（そうりょうわかん、チョヤンウェグァン）」が置かれ、対馬藩から派遣された役人や商人など日本人400〜500人が居住していた。
厳密には日本人町ではない「琉球人町」も存在した。1609年にそれまで独立国家であった琉球王国が薩摩藩の実質的な支配のもと日本の勢力圏下に入ったが、琉球処分（1870年）までは清と琉球の形式上の冊封関係は続けられ、福建省の福州市には琉球人が居留する「琉球館（柔遠駅）」が置かれた。皇帝への拝謁や交易のために進貢船で行き来する首里の琉球王府正副使や役人・留学生・商人などが居住・滞在した。

### 日本の開国から第二次世界大戦
明治維新以後、日本政府はブラジルやハワイなどへの移民を奨励した。多くは農村部で開墾に従事したが、首都や主要都市には日本人会が置かれた。ボリビアのリベラルタにも第二次世界大戦前後に日本人町があったが戦後急速に縮小し、現地住民と同化した。
19世紀後半から20世紀前半にかけて、列強諸国は中国の主要都市に租界を設置したが、日本も日清戦争後に天津、漢口などで日本人居留地として租界を開設した。これらの日本租界は、一般の日本人街とは異なり、日本が治外法権を獲得したほか、行政機関や警察署の運営も行った。上海には日本租界は存在しなかったものの、アメリカやイギリスとともに共同租界を形成し、日本も列強の一員として行政に参与し、日本人居住者が多かった虹口地区は「日本租界」と通称された。日本租界は中国のほか、日韓併合までの朝鮮にも存在した。
また長春以南の満洲各都市には、日露戦争後、日本の国策会社である南満洲鉄道が行政運営を行う鉄道付属地が設置され、日本人の都市在住者の多くがここに居住した。

## 北米の日本人街
19世紀後半の日本の開国以後、特に西海岸とハワイに日本人が多く移住して、飲食業・宿泊業等に従事する経済移民が日本人町を形成した。アメリカ合衆国のロサンゼルスやサンフランシスコ、カナダのバンクーバー近郊スティーブストンなどの日本人町は特に古参である。19世紀末から20世紀前半にかけて大量の日本人が移住して町が発展したが、1920年代にはアメリカが日本人移民の受け入れを制限して流入が減り、第二次世界大戦でアメリカ合衆国とカナダが日本と開戦する1942年頃には両国政府の日系人強制収容政策により、全ての日本人町がほぼ壊滅状態に陥った。
このときコロラド州知事であったラルフ・ローレンス・カーは一貫して公然と日系人の強制収容に反対し、州民に対して
現在、日本語を話す人達は皆、大変つらい立場にある。（中略）我々はアメリカのシステム自体をつぶしていることになる。もし戦争におけるコロラド州の役目が日系人10万人を受け入れることであるなら、コロラドは彼らの面倒を見る。
と呼びかけた。カー知事は各州で市民権を拒否された数千人に及ぶ日系アメリカ人と在住日本人をコロラド州に受け入れた。同州デンバー市内の古い日本人町、サクラ・スクエアには1976年にカーの胸像が建立された。礎石には
第二次世界大戦下の集団ヒステリー状態において、アメリカを自由の国たらしめる高貴な原則を、多くの権力者達が忘れてしまった最中、コロラド州のラルフ・L・カー知事は、賢明さと勇敢さを以て、迫害されていたマイノリティたる日系人を強く弁護した。カーは「彼等は忠実なアメリカ人である」「敵と同じであるのは、人種という点だけである」と主張した。自身の政治生命を脅かしかねない言動であるにもかかわらず、戦時体制における州の奉仕へ参加させるべく、日系人をコロラドへ迎え入れた。敵意に満ち溢れた西海岸から、何千人もの日系人達が保護を求めてコロラドへ移住し、同地の市民生活・文化・経済へ多大な貢献を果たした。カー知事による博愛の恩恵を受けた者達は、彼の断固としたアメリカ精神に敬意を表し、また彼が支持した高邁な民主主義の理念は、偏見や無知から永遠に守られなければならない、という事実を後世に語り継ぐべく、この記念碑を献納した。1976年8月21日
との文章が刻まれている。
第二次世界大戦後、強制収容されていた日系人は町に戻ったものの徐々に文化的に現地に同化し、白人などの他人種・他民族との混血も進んだ。日本からの経済移民は高度経済成長期に終了。日本人街は中国・韓国系移民を混じえた「東洋人街」として観光地化するか、高齢の日系人が余生を送って街の消滅を待つだけの状態となっている。

### アメリカ合衆国

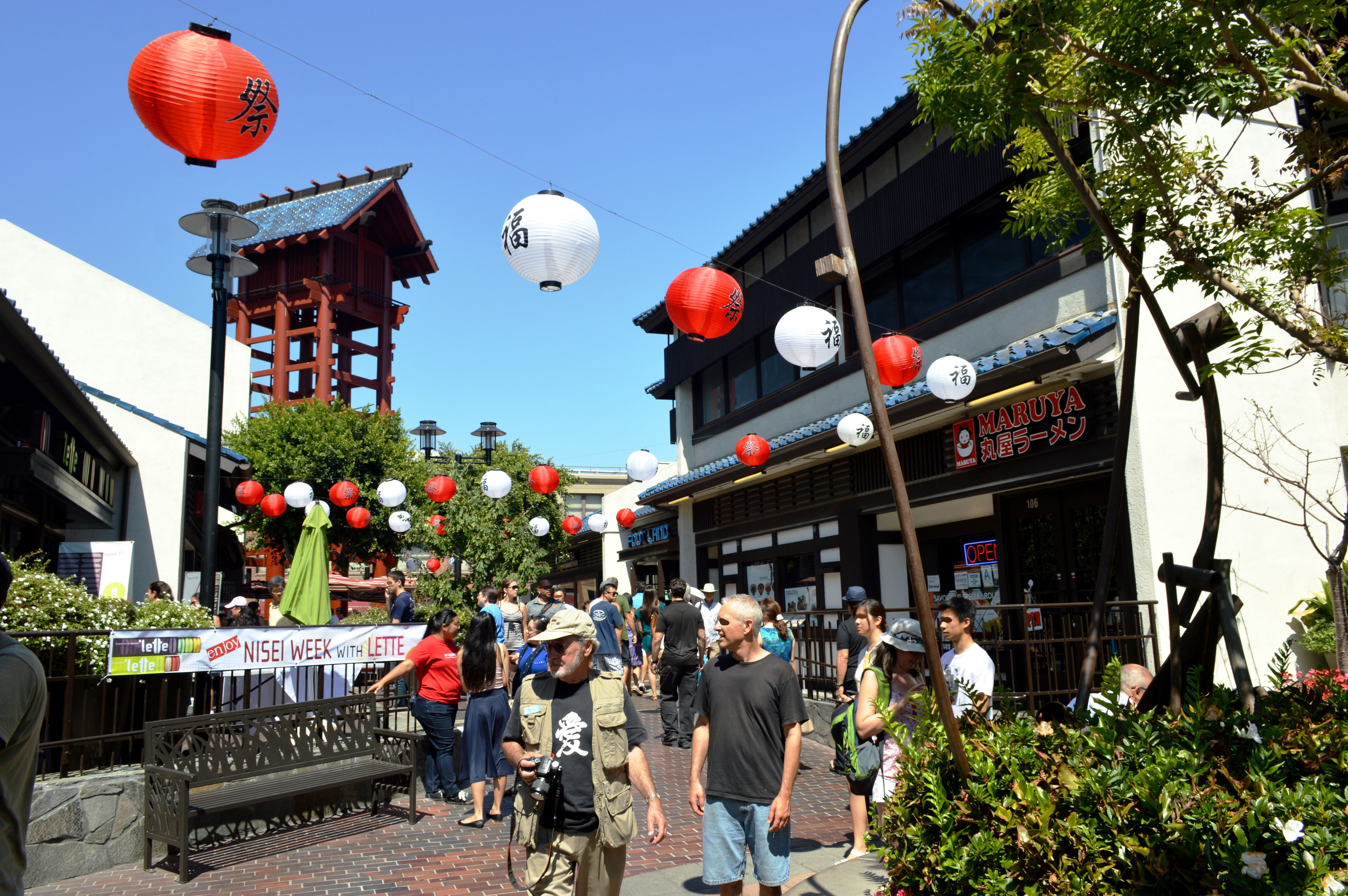
リトル・トーキョー（ロサンゼルス）

- ロサンゼルスには19世紀に成立した同国最大の日本人街「リトル・トーキョー」があるほか、サンタモニカとダウンタウンの中間地点に位置するソーテル（Sawtelle)が通称リトル・オーサカと呼ばれる日本人街となっている。全米日系人博物館が存在し、移民や日系人の歴史・文化を学ぶことができる。
- サンフランシスコのサンフランシスコ日本人街も1890年代からの歴史を持つ。これらは現在、主に日本料理店や土産物屋などが建ち並ぶ観光地となっている。寿司ブームもあって非日本人の訪問も多いが、現地の「スシレストラン」は中国系・韓国系移民が経営しているものも多く、日本人の文化とは異なる様相がある。サンフランシスコの日本人街ではかつて近鉄グループがホテルなどを所有していたが、ロサンゼルスに拠点を集約したため撤退した。
- サンノゼにも、100年以上の歴史を持つジャパンタウンとサンノゼ日系人博物館（英語版）が存在する。同地出身で、サンノゼ市長や閣僚などを歴任したノーマン・ミネタに因み、2001年にはサンノゼ国際空港がノーマン・Y・ミネタ・サンノゼ国際空港に改称されている。
- ハワイ州では、ワヒアワやモイリイリ地区が日系人の町として知られている。ハワイ出身の政治家ダニエル・イノウエに因み、2017年にはホノルル国際空港がダニエル・K・イノウエ国際空港に改称されている。また、同年には同じくハワイ出身の日系人で、日系人として初の宇宙飛行士となったエリソン・オニヅカに因み、ハワイ島にあるコナ国際空港がエリソン・オニヅカ・コナ国際空港へと改称された。

本来の意味の日本人町としては、2010年現在18人の日系人が余生を過ごすカリフォルニア州ウォールナットグローブのKAWASHIMO（“川下”）が北米最後のものとなっている。
現代では、日本人駐在員はこれら伝統的日本人町ではなく、新興の日本人街に多く集まって居住しており、日本人向け店舗が集積したエリアが存在している。
- 西海岸ではロサンゼルス市内のソーテルや近郊のトーランスとガーデナ
- 東海岸ではニューヨークのクイーンズ区フォレストヒルズ、近郊のニューヨーク州ウェストチェスター郡のスカースデイルなど、ニュージャージー州バーゲン郡のフォートリーなど[4]
- 中西部ではイリノイ州シカゴ近郊のアーリントンハイツなどが知られる。

### カナダ
バンクーバーの南17キロメートル程にあるスティーブストンは19世紀後半以降、フレーザー川河口で獲れるサケの缶詰加工で繁栄し、漁民からなる日本人移民コミュニティが形成された。先駆移住者の工野儀兵衛が出身地・和歌山県三尾村（現美浜町）に移住を呼びかけたため、スティーブストンの日本人社会では三尾村出身者の割合が大きかった。第二次世界大戦中はカナダでもアメリカ合衆国同様に日系人の強制収容が行われ、スティーブストンの日系コミュニティーは一旦消滅した。戦後は日系人コミュニティが復活し、現在も大きな集団を形成している。
バンクーバーのダウンタウンより東へ10分ほど向かったパウエル街周辺にバンクーバーの日本人街があるが、現在は、バンクーバー日本語学校やバンクーバー仏教会などが残るのみである。日本食料品店の跡や日系人により建てられた建物などが現存する。
チャイナタウンに隣接する旧日本人街南部やオッペンハイマー公園周辺は、犯罪や貧困が比較的多い地域とされており、浮浪者の姿を見かけることもあるが、旧日本人街北部は、創造産業やベンチャー企業のオフィス、カフェやレストランなどが点在している。

## 中南米の日本人街
現代では日本人移民の流入が途絶え、日系人は世代が下るにつれ現地への同化が進行している。日系人コミュニティは分散・拡散していく一方、日本文化に触れられる場所として日本人街は人気があり、中国系・韓国系の移住者が流入して日本風料理店などを経営する例もある。

### ブラジル
最大の都市サンパウロの中心部にあるリベルダージLiberdade 地区は随所に日本らしさが取り入れられている。地区入口には鳥居や太鼓橋があり、大規模な日本庭園を中心に配置しているほか、街灯が提灯の形になっている。地区には日系人が経営するホテルや日本料理店、書店などが立ち並び、サンパウロに住む日本人駐在員や日系ブラジル人だけでなく、多くのブラジル人で活況を見せている。
サンパウロには日本人駐在員の子弟向けの日本人学校や日本人幼稚園、学習塾もあるものの集積しているわけではなく、リベルダージ周辺や郊外に点在している。

### パラグアイ
首都アスンシオンから東へ約290kmのイグアス移住地(イグアス居住区)は、1960年代前半に入植した日本人が開拓した地域である。地区の中心には赤い鳥居が立てられた公園があり、公園の周辺には日系パラグアイ人が経営する食堂、カラオケ、居酒屋、食料品店があり、旅館やペンションもある。

### ボリビア
サンタクルス県のサンフアン・デ・ヤパカニは、日本人街が市に昇格（2001年）した珍しい例である。ボリビア国内にあってこの街では日本語が通じる。第二次世界大戦後の1950年代から九州地方出身者を中心とする日本人移民が居住し、主に農業に従事した。日系2世・3世が中心となった現在も国際協力機構との連携がある。
同じサンタクルス県のオキナワ移住区は「コロニア・オキナワ」と呼ばれる沖縄県出身者の街である。沖縄は第二次世界大戦で大きな被害を受けた上にアメリカの占領下におかれ、県民には住居や食糧にも苦しむ者が少なくなかったことから琉球政府（返還後は沖縄県）が移民を支援した。コロニア・オキナワの移民資料館には1975年（昭和50年）に屋良朝苗沖縄県知事（当時）から贈られた感謝状が飾られている。毎年8月には「豊年祭」が行われる他、地域行事にはほぼ必ず三線が登場し、エイサーが披露されたりソーキそばなど沖縄料理の出店があったりと、沖縄文化を色濃く残している。

## ヨーロッパの日本人街
明治維新以降現在に至るまで、世界の金融拠点が多いことや有力な留学先とされたことから長期滞在者・移住者が多い。2014年時点で日本人会が存在する都市は22都市となっている。以下の他に、ヨーロッパ各国の首都等には日本人会があって現地日本人の生活を支援している。

### イギリス
ロンドン（大ロンドン市）には2012年時点で38,314人の在留邦人がいる。おもにロンドン市内中心部から西側にあるイーリング区にコミュニティがある。また留学などで滞在の多いケンブリッジにも日本人会があり、その他日本企業が進出するダービーなどが挙げられる。

### フランス
パリでは、オペラ座近くのパリ1区・2区サンタンヌ通り（Rue Sainte Anne）周辺界隈に、日系デパートや銀行、日本人向けの店舗が集中している。フランスではジャポニスムに見られるように印象派に江戸時代の錦絵が影響を与えたり、明治時代以降、パリのモンマルトルやモンパルナス地区に画家志望者等が多く留学したりと日本との交流の歴史が長いことに加え、近年は日本のアニメ・漫画・文学（村上春樹作品等）・ゲーム（ポケモン等）が人気を得ていることから、これらを目当てにしたフランス人等の来訪も多い。但し、近年の界隈は韓国系によるお店等が増えている。また、実際の邦人居住者が比較的多いのは15区や16区になる。
この他マルセイユ、リヨン、トゥールーズに日本人会が存在し、日本企業が進出するアルザス地方のコルマールなどが挙げられる。

### ドイツ
デュッセルドルフには日本企業が多数進出しており、この街に暮らす日本人は2009年時点で5,908人 と、ロンドン・パリに次いでヨーロッパ第3位のコミュニティ規模をもつ。2016年6月まで在デュッセルドルフ日本総領事館のあったインマーマン通り Immermannstraße には、日系企業だけで200社が集中し、日本人向けの食料品や書籍を扱う店舗があるほか、病院・薬局・不動産屋・クリーニング店などにも日本語が表記されている。2021年には「インマーマン通り」と日本語で書かれた道路標識が設置された。デュッセルドルフでは、日本風の夏祭りも開催される。但し、近年は韓国系等によるお店等が界隈に増えている。この他ミュンヘンに日本人会がある。

## アジアの日本人街
日本列島から近い東アジア・東南アジアは古代から日本人の行き来があった。16世紀以降、朱印船貿易や南蛮貿易を通じて特に往来が活発になると、日本人が多く進出・移住して日本人町（日本町）を形成した。江戸幕府が鎖国政策により日本人の海外渡航および帰国を禁止したことでこれらの日本人町は現地に吸収される形で消滅した。19世紀の日本の開国によって日本人の渡航は再開し、日本の経済活動・軍事活動が活発になるとともにアジア地域の各地に日本人が集まって住むようになっていった。第二次世界大戦での日本の敗北とともに伝統的な日本人町のほとんどが消滅したが、高度経済成長を経てビジネスでの往来が活発になるとともに日本人駐在員が各地に長期滞在・居住するようになった。また国際協力および留学・学術研究での移住のほか、近年ではマレーシアのように国家プロジェクトとして定年退職後の日本人移住を奨励する例もある。

### 中国
上海では、日本領事館近くの古北（グーベイ）新区に日本人駐在員が集住し、日本人向けの店が集中しており「日本村」等と呼ばれている。また、近年は浦東新区にも日本人専用マンションや日本人向け店舗の集積が進み、上海2校目となる日本人学校も開校している。
北京の亮馬橋（リャンマーチャオ）や日本大使館付近の好運街（ハオユンジェ）なども有名な日本人街である。21世紀になってアメリカをしのぐ人数のビジネスマンが期間の長短はあるが在住している。

### 香港
- 太古城
- 紅磡

### 台湾
- 天母
- 林森北路

### 韓国
ソウル特別市には日本人駐在員とその家族など9500人が住むが、そのうち1300人は龍山区二村洞（イチョンドン）に居住している。この地域には日本料理店や日本人向けの商店があり、銀行には日本人専用窓口が設けられ、幼稚園には日本人児童クラスもある。
浦項市南区九龍浦（구룡포）は日本統治時代に作られた日本本土出身者向けの町である（当時は日本統治下のためいわゆる「海外の日本人町」とは異なる）。韓国独立後も当時の建造物が残り、現在は補修されて観光地となっている。

### シンガポール
シンガポールには3万人を超す日本人が住んでいる。人口密度の高い都市のため、利便性を各自考慮して住む場所を選ぶ傾向がある。日本人に人気が高いエリアとしては、中心部では日系デパートから徒歩圏内のオーチャード・ロードやサマセット地区、古くから日本人の多いリバー・バレー地区などがある。郊外ではシンガポール日本人学校や早稲田渋谷シンガポール校があるクレメンティ地区が人気がある。在シンガポール日本人を参照。

### タイ
タイ王国に居住する日本人のほとんどが、首都のバンコクに集中しており、その数は2012年現在で約4万人にのぼる。バンコク居住の日本人は、スクムウィット通りのソイ23～ソイ55（BTSスクムウィット線アソーク駅～トンロー駅）周辺の高級マンションを中心に多く住んでおり、この付近には日本人向けのスーパーや日本料理店・日本語書籍を扱う書店も集中している。
また、バンコクから数十km南東に位置するスィーラーチャー市には約6,000人の日本人が居住しているとされる。多くが周辺工業団地内の日系企業に勤務する長期滞在者や駐在員とその家族である。同市内には日本人会があり、日本人学校や幼稚園などもあるほか、日本食レストラン・旅行代理店・ホテル（サービスアパート）・日本語書籍を扱う書店などが集積している。当初は日本人単身駐在者が多かったが、2009年に日本人学校が設立されて以降は家族を帯同しての居住・長期滞在が増えている。2022年4月には日本から神職を招き、シラチャ神社の竣工式が行われた。

### ベトナム
首都ハノイには、約5千人の日本人が居住しており、トゥーレ公園(Công viên Thủ Lệ)の北側に南北方向に伸びるリンラン通り(P. Linh Lang)と、東西方向に伸びるファンケビン通り(Phan Kế Bính)、トゥーレ公園(Công viên Thủ Lệ)の南側に東西方向に伸びるキンマー通り(P. Kim Mã)と、周辺に、日本人駐在員が多く住むコンドミニアムがあり、日本人が経営するビジネスホテル、和食店、居酒屋、ラーメン屋、日本の食料品店、カラオケスナックなどが集まっている。
ホーチミンシティには、約1万人の日本人が居住しており、レタントン(D.Lê Thánh Tôn)通り、タイバンルン(Thái Văn Lung)通り、ゴーバンナム(Ngô Văn Năm)通り、Nguyễn Siêu通りに囲まれた300メートル四方が日本人街となっている。この界隈には日本人駐在員が多く住むコンドミニアムがあり、日本人が経営するホテル、さまざまな和食店、居酒屋、ラーメン屋、日本の食料品店、カラオケスナック、ガールズバー、スパ、マッサージ店などが集まっており、ベトナムを訪れた外国人も多く訪れる人気スポットとなっている。
さらに川を渡って北側の、ファンビッチャン(Phạm Viết Chánh)通り、Mê Linh通り、Nguyễn Công Trứ通りの界隈にも日本人駐在員が多く住むコンドミニアムがあり、近年日本人が経営する和食店や居酒屋などが増えてきており、新たな日本人街が形成されつつある。

### マレーシア
首都クアラルンプールでは、高級住宅地のモントキアラに日本人駐在員家族が多く住んでおり「Japanese Village」と呼ばれている。またダマンサラやKL日本人会近くのタマンデサにも集住している。クアラルンプール郊外のプタリン・ジャヤでは毎年盆踊り大会が開かれている。

### インドネシア
首都ジャカルタの他、バリ島やスラバヤ島などに合わせて17,893人（2014年現在）の日本人が住んでいる。日系企業の進出が盛んで、今後も在留邦人は増加が見込まれている。ジャカルタ都市圏では、南ジャカルタと中央ジャカルタに多く日本人が居住している。南ジャカルタには「ブロックM」と呼ばれる日本人街があり、日本料理店や日系スーパー、カラオケなどが集中し、現地駐在員を中心に賑わっている。またジャカルタ郊外のブカシ・チカラン地区も日系製造業の駐在員を中心に在住日本人が多く、和食レストランや日系スーパー、日本人向け語学学校や日本人専用デスクを揃える銀行がある。

### フィリピン
首都マニラに隣接するマカティ市に、通称"リトルトーキョー"と呼ばれる一角があり、日本食の店や居酒屋が並んでいる。

## オセアニア・太平洋地域の日本人街
オーストラリアは日本から最も近い欧米文化圏国家としてビジネスや留学での往来が多く、移住者も多い。同様にニュージーランドも人気がある。太平洋の島嶼国家の中には第一次世界大戦から第二次世界大戦にかけて日本の委任統治領とされた地域もあり、日系人も多い。

### オーストラリア
シドニー近郊の高級住宅地モスマンMosman には400人以上の日本人が集住している。

## アフリカの日本人街
1900年頃からアメリカやオーストラリアなどで排日運動が盛んになるにつれ、それまで日本人があまり進出していなかったアフリカにも移住がみられるようになった。青木澄夫『アフリカに渡った日本人』によれば、1903年（明治36年）にはケープタウンに20人ほどの日本人が集住しており「ミカド商店」という雑貨屋もあったという。ケープタウン日本人町は第二次世界大戦の激化とともに1942年には南アフリカ政府から日本人退去命令が出されて消滅した。
現在、アフリカに居住する日本人は外交官やプロジェクトで常駐するビジネスパーソンの他、青年海外協力隊員等がいるもののいずれも点在しており、日本人が定常的に集住する日本人街と明確にいえる土地はない。
ケープタウンは現在も日本の遠洋漁業の一大拠点で、水揚げ時には日本人乗組員らで賑わう。